# کنتس کوزل (مجموعه تلویزیونی)
کنتس کوزل (لهستانی: Hrabina Cosel) یک مجموعهٔ تلویزیونی درام تاریخی لهستانی است که در سال ۱۹۶۹ منتشر شد. این سریال بر اساس رمانی از یوزف ایگناسی کراشفسکی و همزمان با نسخه سینمایی آن ساخته شد و یک سال پس از اکران فیلم پخش شد.

## گزیدهٔ بازیگران
- یادویگا باراینسکا در نقش آنا کنستانتیا بروکدروف
- ماریوش دموخوفسکی در نقش آگوست دوم لهستان
- دانیل اولبریخسکی در نقش کارل دوازدهم
- اینیاسی گوگولفسکی
- استانیسواف میلسکی
- هنریک بوروفسکی
- ووادیسواف هاینچا
- میه‌چیسواف کالِـنیک
- برونیسواف پاولیک